# Férfi 200 méteres mellúszás az 1974-es úszó-Európa-bajnokságon
Az  1974-es úszó-Európa-bajnokságon a férfi 200 méteres mellúszás versenyeit augusztus 23-án rendezték. A versenyszámban 22-en indultak. A győztes a brit David Wilkie lett.

## Rekordok
|            | Név          | Nemzet             | Idő     | Helyszín | Dátum               |
| ---------- | ------------ | ------------------ | ------- | -------- | ------------------- |
| Világcsúcs | David Wilkie | Egyesült Királyság | 2:19,28 | Belgrád  | 1973. szeptember 6. |

A versenyen új rekord született:
| Európa-bajnoki csúcs | selejtező | David Wilkie    | Egyesült Királyság | 2:24,37 | Bécs, Ausztria | augusztus 23. |
| Európa-bajnoki csúcs | selejtező | Nyikolaj Pankin | Szovjetunió        | 2:24,00 | Bécs, Ausztria | augusztus 23. |
| Európa-bajnoki csúcs | selejtező | David Wilkie    | Egyesült Királyság | 2:20,42 | Bécs, Ausztria | augusztus 23. |

## Eredmények
A rövidítések jelentése a következő:
| - Q: továbbjutás időeredmény alapján - ECR: Európa-bajnoki rekord | - WR: világ rekord - ER: Európa-rekord | - NR: országos rekord |

### Selejtezők
| Helyezés | Futam | Név                | Nemzet             | Idő     | Megj.  |
| -------- | ----- | ------------------ | ------------------ | ------- | ------ |
| 1        | 2     | Nyikolaj Pankin    | Szovjetunió        | 2:24,00 | Q, ECR |
| 2        | 1     | David Wilkie       | Egyesült Királyság | 2:24,37 | Q ECR  |
| 3        | 3     | David Leigh        | Egyesült Királyság | 2:25,10 | Q      |
| 4        | 1     | Giorgio Lalle      | Olaszország        | 2:25,57 | Q      |
| 5        | 3     | Mihail Hrjukin     | Szovjetunió        | 2:26,01 | Q      |
| 6        | 1     | Walter Kusch       | NSZK               | 2:27,36 | Q      |
| 7        | 3     | Ove Wisløff        | Norvégia           | 2:27,41 | Q      |
| 8        | 3     | Steffen Kriechbaum | Ausztria           | 2:27,70 | Q      |
| 9        | 2     | Jürgen Glas        | NDK                | 2:28,98 |        |
| 10       | 1     | Thomas Pähr        | NSZK               | 2:29,16 |        |
| 11       | 2     | Jörg Walter        | NDK                | 2:29,37 |        |
| 12       | 2     | Stefan Andersson   | Svédország         | 2:29,64 |        |
| 13       | 2     | Giancarlo Mauro    | Olaszország        | 2:30,43 |        |
| 14       | 2     | Jean-Pierre Dubey  | Svájc              | 2:31,60 |        |
| 15       | 3     | Tuomo Kerola       | Finnország         | 2:31,64 |        |
| 16       | 1     | Glen Christansen   | Svédország         | 2:31,01 |        |
| 17       | 2     | Rudi Vingerhoets   | Belgium            | 2:33,21 |        |
| 18       | 1     | Andrzej Spławiński | Lengyelország      | 2:33,60 |        |
| 19       | 1     | Bernard Combet     | Franciaország      | 2:34,12 |        |
| 20       | 3     | Jacques Guy        | Franciaország      | 2:36,01 |        |
| 21       | 3     | Zdravko Divjak     | Jugoszlávia        | 2:40,57 |        |
| 22       | 3     | Carlos Oliveira    | Portugália         | 2:46,68 |        |

### Döntő
| Helyezés | Név                | Nemzetiség         | Idő     | Megj. |
| -------- | ------------------ | ------------------ | ------- | ----- |
|          | David Wilkie       | Egyesült Királyság | 2:20,42 | ECR   |
|          | Nyikolaj Pankin    | Szovjetunió        | 2:22,84 |       |
|          | David Leigh        | Egyesült Királyság | 2:23,79 |       |
| 4        | Mihail Hrjukin     | Szovjetunió        | 2:24,73 |       |
| 5        | Walter Kusch       | NSZK               | 2:25,29 |       |
| 6        | Giorgio Lalle      | Olaszország        | 2:25,94 |       |
| 7        | Steffen Kriechbaum | Ausztria           | 2:27,37 |       |
|          | Ove Wisløff        | Norvégia           |         | DQ    |